# كارل إي. مكغوان
كارل إي. مكغوان (بالإنجليزية: Carl E. McGowan)‏ هو قاضي أمريكي، ولد في 7 مايو 1911 في هايميرا في الولايات المتحدة، وتوفي في 21 ديسمبر 1987 في واشنطن العاصمة في الولايات المتحدة.